# هارلینگن
هارلینگن (به هلندی: Harlingen) یک منطقهٔ مسکونی در هلند است که در فریسلاند واقع شده‌است. هارلینگن ۲ متر بالاتر از سطح دریا واقع شده‌است.